# The Song You Gave Me
The Song You Gave Me é um filme musical britânico de 1933 dirigido por Paul L. Stein, com roteiro de Clifford Grey baseado na opereta Das Lied ist aus, de Walter Reisch.